# Eleições estaduais em São Paulo em 1974
As eleições estaduais em São Paulo em 1974 ocorreram em duas etapas conforme previa o Ato Institucional Número Três e assim a eleição indireta do governador Paulo Egídio Martins e do vice-governador Ferreira Filho foi em 3 de outubro e a escolha do senador Orestes Quércia, 46 deputados federais e 70 estaduais ocorreu em 15 de novembro sob um ritual aplicado aos 22 estados e aos territórios federais do Amapá, Rondônia e Roraima. Os eleitores paulistas residentes no Distrito Federal escolheram seus representantes para o Congresso Nacional graças à Lei n.º 6.091 de 15 de agosto de 1974.
Para governador foi escolhido Paulo Egídio Martins, nascido na cidade de São Paulo e formado em Engenharia Civil em 1951 na Universidade Federal do Rio de Janeiro. Em seus tempos de líder estudantil foi presidente da União Metropolitana dos Estudantes por duas vezes a partir de 1948 e em sua gestão foi inaugurado o Restaurante Calabouço e durante a passagem de Olavo Jardim Campos pela presidência da União Nacional dos Estudantes compôs a diretoria da entidade. Após trabalhar na construção da Estrada de Ferro Central do Paraná foi nomeado superintendente de engenharia da Byington & Companhia em 1953 e passou a integrar o Instituto de Engenharia de São Paulo antes de deixar sua antiga firma para trabalhar na Alcoa do Brasil S/A. Simpático ao Regime Militar de 1964 foi derrotado por José Vicente de Faria Lima ao disputar a prefeitura de São Paulo em 1965 e com o bipartidarismo trocou a UDN pela ARENA e foi ministro da Indústria e Comércio no governo Castelo Branco. De volta à iniciativa privada chegou a trabalhar no Banco Comind até ser indicado para o Palácio dos Bandeirantes pelo presidente Ernesto Geisel.
Compondo sua chapa como vice-governador estava o advogado Manoel Gonçalves Ferreira Filho, professor da Universidade de São Paulo e outrora assessor de Alfredo Buzaid no Ministério da Justiça no governo Emílio Garrastazu Médici e na passagem de Laudo Natel pelo executivo paulista foi Secretário de Administração e depois Secretário de Justiça. No dia da eleição a chapa oficial recebeu cinquenta e dois votos enquanto o MDB dividiu-se entre onze abstenções e quatro ausências. No dia da eleição estiveram no Palácio 9 de Julho o vice-governador Rodrigues Filho, o senador Orlando Zancaner e o ex-governador Abreu Sodré enquanto o senador Carvalho Pinto foi representado pelo deputado federal Aldo Lupo.
Na eleição para senador houve um final diverso do esperado pela reversão do favoritismo de Carvalho Pinto que tentava a reeleição e assim a vitória coube a Orestes Quércia. Nascido em Pedregulho e radicado em Campinas ele formou-se advogado pela Pontifícia Universidade Católica e trabalhou como jornalista, administrador de empresas e empresário. Sua vida política começou no PL ao se eleger vereador de Campinas em 1962 e durante o Regime Militar de 1964 entrou no MDB elegendo-se deputado estadual em 1966 e prefeito de Campinas em 1968. Vitorioso, ele comporia a bancada paulista ao lado de Franco Montoro e Orlando Zancaner estabelecendo um recorde na votação para senador que em números absolutos seria batido apenas em 1986 por Mário Covas.

## Resultado da eleição para governador
A eleição ficou a cargo da Assembleia Legislativa de São Paulo presidida por Salvador Julianelli.
| Candidatos a governador do estado | Candidatos a vice-governador | Coligação             | Votação | Percentual |
| --------------------------------- | ---------------------------- | --------------------- | ------- | ---------- |
| Paulo Egídio Martins ARENA        | Ferreira Filho ARENA         | ARENA (sem coligação) | 52      | 82,54%     |

## Resultado das eleições para senador
Com informações oriundas do Tribunal Superior Eleitoral que apurou 6.326.522 votos nominais (88,88%), 470.907 votos em branco (6,62%) e 320.439 votos nulos (4,50%) resultando no comparecimento de 7.117.868 eleitores.
| Candidatos a senador da República | Primeiro suplente de senador | Coligação             | Votação   | Percentual |
| --------------------------------- | ---------------------------- | --------------------- | --------- | ---------- |
| Orestes Quércia MDB               | Samir Achôa MDB              | MDB (sem coligação)   | 4.630.182 | 73,19%     |
| Carvalho Pinto ARENA              | Aldo Lupo ARENA              | ARENA (sem coligação) | 1.696.340 | 26,81%     |

## Deputados federais eleitos
São relacionados os candidatos eleitos com informações complementares da Câmara dos Deputados.

Representação eleita
  MDB: 29
  ARENA: 17

Fonteː
| Deputados federais eleitos | Partido | Votação | Percentual | Cidade onde nasceu  | Unidade federativa |
| Francisco Amaral           | MDB     | 167.808 |            | Campinas            | São Paulo          |
| Baldacci Filho             | ARENA   | 146.609 |            | Caçapava            | São Paulo          |
| Jorge Paulo Nogueira       | MDB     | 133.742 |            | São Paulo           | São Paulo          |
| Ademar de Barros Filho     | ARENA   | 127.697 |            | São Paulo           | São Paulo          |
| Pacheco Chaves             | MDB     | 124.948 |            | São Paulo           | São Paulo          |
| João Arruda                | MDB     | 119.177 |            | São Paulo           | São Paulo          |
| Ulysses Guimarães          | MDB     | 115.996 |            | Itirapina           | São Paulo          |
| Otávio Ceccato             | MDB     | 114.837 |            | Campinas            | São Paulo          |
| Dias Menezes               | MDB     | 108.222 |            | São Paulo           | São Paulo          |
| Athiê Jorge Coury          | MDB     | 103.185 |            | Itu                 | São Paulo          |
| José Camargo               | MDB     | 101.602 |            | São Roque           | São Paulo          |
| Marcelo Gato               | MDB     | 100.746 |            | Sertãozinho         | São Paulo          |
| Santilli Sobrinho          | MDB     | 98.090  |            | Mineiros do Tietê   | São Paulo          |
| Freitas Nobre              | MDB     | 93.820  |            | Fortaleza           | Ceará              |
| Adalberto Camargo          | MDB     | 89.391  |            | Araraquara          | São Paulo          |
| Lincoln Grillo             | MDB     | 85.780  |            | Uberlândia          | Minas Gerais       |
| Faria Lima                 | ARENA   | 83.696  |            | Rio de Janeiro      | Rio de Janeiro     |
| Guaçu Piteri               | MDB     | 83.542  |            | Pindorama           | São Paulo          |
| João Cunha                 | MDB     | 77.223  |            | Ribeirão Preto      | São Paulo          |
| Ruy Codo                   | MDB     | 77.049  |            | Santa Gertrudes     | São Paulo          |
| Roberto de Carvalho        | MDB     | 72.823  |            | Barretos            | São Paulo          |
| Herbert Levy               | ARENA   | 71.354  |            | São Paulo           | São Paulo          |
| Israel Dias Novaes         | MDB     | 67.040  |            | Avaré               | São Paulo          |
| João Pedro                 | ARENA   | 65.058  |            | Lins                | São Paulo          |
| Cunha Bueno                | ARENA   | 63.952  |            | São Paulo           | São Paulo          |
| Pedro Carolo               | ARENA   | 63.127  |            | Pontal              | São Paulo          |
| Salvador Julianelli        | ARENA   | 60.695  |            | São Paulo           | São Paulo          |
| Gioia Júnior               | ARENA   | 60.070  |            | Campinas            | São Paulo          |
| Alcides Franciscato        | ARENA   | 58.621  |            | Piracicaba          | São Paulo          |
| Aurélio Campos             | MDB     | 57.773  |            | Santos              | São Paulo          |
| Diogo Nomura               | ARENA   | 57.429  |            | Registro            | São Paulo          |
| Blota Júnior               | ARENA   | 54.998  |            | Ribeirão Bonito     | São Paulo          |
| Joaquim Bevilacqua         | MDB     | 54.706  |            | São José dos Campos | São Paulo          |
| Airton Soares              | MDB     | 44.772  |            | Pirajuí             | São Paulo          |
| Theodoro Mendes            | MDB     | 44.560  |            | Sorocaba            | São Paulo          |
| Antônio Morimoto           | ARENA   | 41.545  |            | Promissão           | São Paulo          |
| Sílvio Venturolli          | ARENA   | 40.556  |            | Corumbataí          | São Paulo          |
| Edgar Martins              | MDB     | 37.462  |            | São Paulo           | São Paulo          |
| Amaral Furlan              | ARENA   | 36.946  |            | Sertãozinho         | São Paulo          |
| Ferraz Egreja              | ARENA   | 35.291  |            | Cristina            | Minas Gerais       |
| Cardoso de Almeida         | ARENA   | 35.160  |            | São Paulo           | São Paulo          |
| Yasunori Kunigo            | MDB     | 33.719  |            | Araçatuba           | São Paulo          |
| Airton Sandoval            | MDB     | 31.846  |            | Itirapuã            | São Paulo          |
| Otacílio de Almeida        | MDB     | 29.590  |            | Tietê               | São Paulo          |
| Odemir Furlan              | MDB     | 24.380  |            | Itajobi             | São Paulo          |
| Frederico Brandão          | MDB     | 20.975  |            | Caxias              | Maranhão           |

## Deputados estaduais eleitos
Estavam em jogo 70 vagas na Assembleia Legislativa de São Paulo.

Representação eleita
  MDB: 45
  ARENA: 25

| Deputados estaduais eleitos  | Partido | Votação | Percentual | Cidade onde nasceu    | Unidade federativa |
| Manoel Oliveira Sala         | MDB     | 77.987  |            |                       |                    |
| Alberto Goldman              | MDB     | 74.731  |            | São Paulo             | São Paulo          |
| Natal Gale                   | MDB     | 61.535  |            | Orlândia              | São Paulo          |
| Evandro Mesquita             | MDB     | 52.277  |            |                       |                    |
| Agenor Lino de Matos         | MDB     | 51.919  |            |                       |                    |
| Horácio Ortiz                | MDB     | 50.675  |            | Redenção da Serra     | São Paulo          |
| Sólon Borges dos Reis        | ARENA   | 48.304  |            | Casa Branca           | São Paulo          |
| Robson Marinho               | MDB     | 44.620  |            | Belo Horizonte        | Minas Gerais       |
| José Silveira Sampaio        | MDB     | 44.535  |            | Rio Claro             | São Paulo          |
| Maluly Neto                  | ARENA   | 44.168  |            | Fartura               | São Paulo          |
| Augusto Toscano              | MDB     | 43.955  |            |                       |                    |
| João Gilberto Sampaio        | MDB     | 43.813  |            |                       |                    |
| Leonel Júlio                 | MDB     | 43.792  |            | Duartina              | São Paulo          |
| Nelson Fabiano Sobrinho      | MDB     | 43.656  |            |                       |                    |
| Ademar de Barros             | ARENA   | 43.342  |            | Olímpia               | São Paulo          |
| Del Bosco Amaral             | MDB     | 42.689  |            | Santos                | São Paulo          |
| Jorge Fernandes da Silva     | MDB     | 41.888  |            |                       |                    |
| Januário Mantelli Neto       | ARENA   | 40.648  |            |                       |                    |
| Doreto Campanari             | MDB     | 39.966  |            | Marília               | São Paulo          |
| Francisco Antônio Coelho     | MDB     | 39.800  |            |                       |                    |
| Jihei Noda                   | MDB     | 39.359  |            | Saga                  | Japão              |
| José Felício Castellano      | ARENA   | 39.219  |            | Rio Claro             | São Paulo          |
| Oswaldo Carvalho             | MDB     | 38.422  |            |                       |                    |
| Wanderlei Simionato Doenha   | MDB     | 37.759  |            |                       |                    |
| Antônio Salim Curiati        | ARENA   | 37.330  |            | Avaré                 | São Paulo          |
| Wadih Helu                   | ARENA   | 37.207  |            | Tatuí                 | São Paulo          |
| Theodosina Rosário Ribeiro   | MDB     | 36.630  |            | Barretos              | São Paulo          |
| Gustavo Lauro Korte Júnior   | MDB     | 35.712  |            |                       |                    |
| Rafael Américo Ranieri       | MDB     | 34.691  |            |                       |                    |
| Agnaldo de Carvalho Júnior   | ARENA   | 34.554  |            | Recife                | Pernambuco         |
| Ricardo Izar                 | ARENA   | 34.443  |            | São Paulo             | São Paulo          |
| Renato Cordeiro              | ARENA   | 34.115  |            |                       |                    |
| Vicente Botta                | MDB     | 33.611  |            | São Carlos            | São Paulo          |
| Emil Adib Razuk              | ARENA   | 33.366  |            |                       |                    |
| Osiro Silveira               | MDB     | 33.256  |            |                       |                    |
| Walter Mendes                | MDB     | 31.526  |            |                       |                    |
| Áureo Ferreira               | ARENA   | 31.346  |            |                       |                    |
| Milton José Baldochi         | MDB     | 31.042  |            |                       |                    |
| Abrahim Dabus                | ARENA   | 30.674  |            | Avaré                 | São Paulo          |
| Hélio Rosas                  | MDB     | 30.650  |            | Pindamonhangaba       | São Paulo          |
| Edson Tomaz de Lima          | MDB     | 30.628  |            |                       |                    |
| Acrisio Pereira Lima         | MDB     | 29.331  |            |                       |                    |
| Nadir Kenan                  | MDB     | 29.137  |            |                       |                    |
| Rubens Granja                | MDB     | 29.071  |            |                       |                    |
| Dulce Braga                  | ARENA   | 28.996  |            | São José do Rio Preto | São Paulo          |
| Fábio Porchat                | MDB     | 28.917  |            | São Paulo             | São Paulo          |
| Adail Vettorazzo             | ARENA   | 28.636  |            | São José do Rio Preto | São Paulo          |
| Nabi Abi Chedid              | ARENA   | 28.574  |            | Ramarith              | Líbano             |
| Archimedes Lammoglia         | ARENA   | 27.899  |            |                       |                    |
| Ivan Espíndola de Ávila      | MDB     | 27.811  |            | Santos                | São Paulo          |
| Marco Antônio de Oliveira    | ARENA   | 27.612  |            |                       |                    |
| Néfi Tales                   | MDB     | 26.928  |            | Guará                 | São Paulo          |
| Paulo Kobayashi              | ARENA   | 25.535  |            | Ribeirão Pires        | São Paulo          |
| Reginaldo Valadão            | MDB     | 25.670  |            |                       |                    |
| Fernando Scalamandre         | MDB     | 25.601  |            | Araraquara            | São Paulo          |
| Rui Silva                    | ARENA   | 25.489  |            |                       |                    |
| Antonio Carlos Mesquita      | MDB     | 25.312  |            |                       |                    |
| Osmar Ribeiro Fonseca        | MDB     | 25.157  |            |                       |                    |
| Koyu Iha                     | MDB     | 24.830  |            | Santos                | São Paulo          |
| Sebastião Marcondes          | MDB     | 24.467  |            | São Bento do Sapucaí  | São Paulo          |
| Vanderlei Macris             | MDB     | 24.296  |            | Americana             | São Paulo          |
| Eduardo Negrini Coutinho     | ARENA   | 24.257  |            |                       |                    |
| Waldemar Lopes Ferraz        | ARENA   | 23.905  |            |                       |                    |
| André Pescarini              | MDB     | 23.840  |            |                       |                    |
| Jayro Maltoni                | MDB     | 23.776  |            | Ribeirão Preto        | São Paulo          |
| João Lázaro de Almeida Prado | ARENA   | 23.638  |            |                       |                    |
| Hélvio Nunes da Silva        | ARENA   | 23.091  |            |                       |                    |
| Emílio Justo                 | MDB     | 22.913  |            |                       |                    |
| Benedito Ferreira de Campos  | MDB     | 22.401  |            |                       |                    |
| José Maria Marin             | ARENA   | 22.250  |            | São Paulo             | São Paulo          |